# Rush Hour (série de televisão)
Rush Hour (Brasil, A Hora do Rush / Portugal, Hora de Ponta) é uma série que veio da trilogia de filmes ''Rush Hour'', gravado pela empresa distribuidora de filmes, New Line Cinema, dirigido por Brett Ratner e estrelado por Jackie Chan e Chris Tucker.

## Sinopse
A história acompanha as aventuras de um detetive de Hong Kong que é designado para trabalhar ao lado de um detetive de Los Angeles. A série gira em torno de Lee (Jon Foo) e Carter (Justin Hires). Os dois como detetives, se juntam para resolver casos. Eles contam com a ''ajuda'' do primo de Carter, Gerald (Page Kennedy). A série traz casos semanais que enquanto resolvem, investigam a gangue dos 'Quantou'.

## Elenco
- Jon Foo como Inspetor Lee
- Justin Hires como Detetive James "Carter"
- Aimee Garcia como Didi Diaz
- Jessika Van como Kim
- Page Kennedy como Gerald

## Desenvolvimento

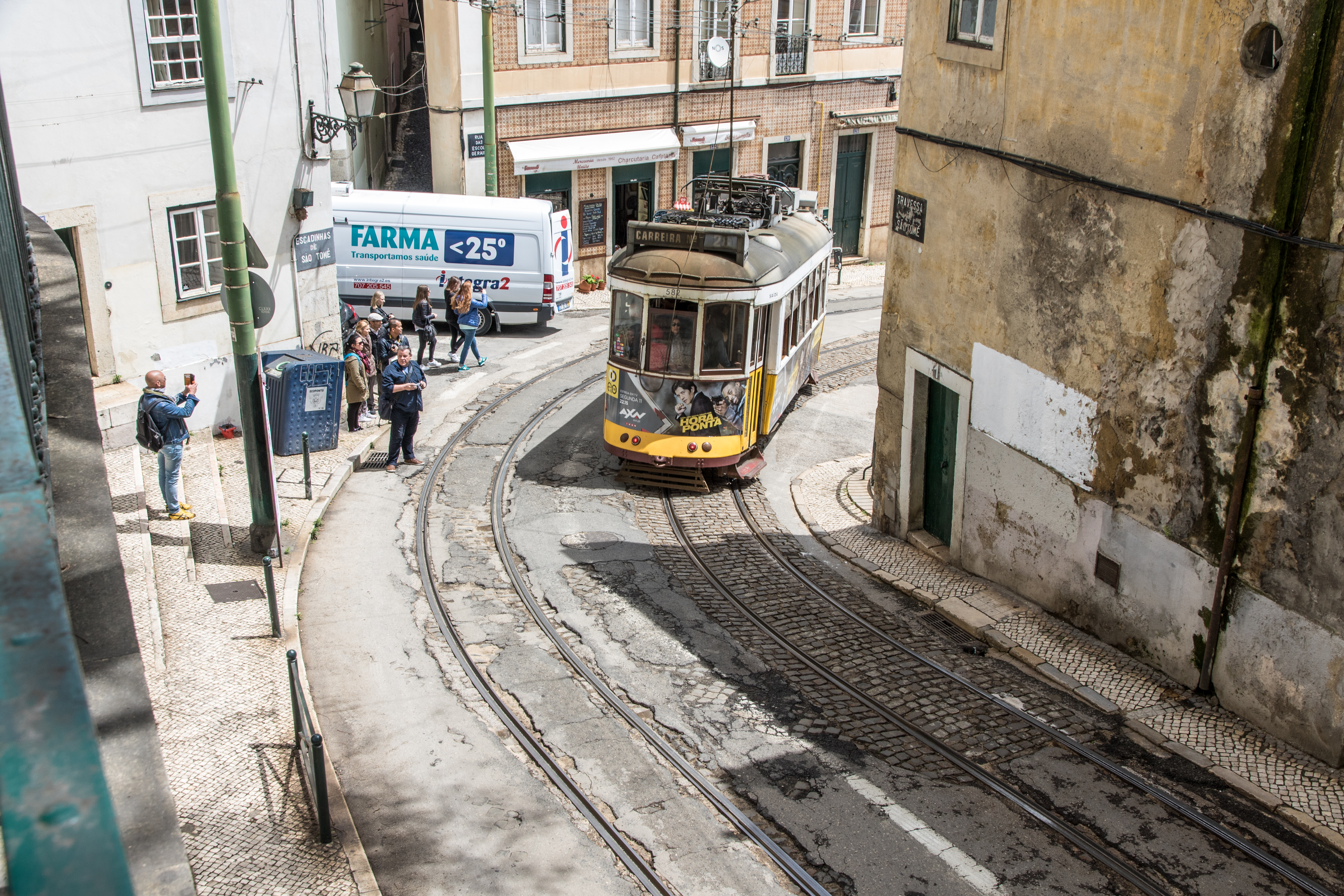
Publicidade à transmissão via AXN num bonde de Lisboa, em 2016.

Confirmado que Bill Lawrence e Blake McCormick serão os escritores. Brett Ratner, Arthur M. Sarkissian e Jeff Ingold são diretor e produtores, respectivamente. No dia 3 de março de 2015 foi anunciado que Jon Foo interpretaria o Inspetor Lee o qual foi interpretado por Jackie Chan nos três filmes da serie. Ainda em março foi confirmado que Aimee Garcia e Jessika Van estariam no elenco da serie onde  Aimee Garcia interpretaria Didi Diaz e Jessika Van interpretaria Kim. Em 15 de março de 2015 foi anunciado que Justin Hires iria interpretar o Detetive James Carter na série, papel que nos filmes e interpretado por Chris Tucker.